# Centro Universitário Augusto Motta
O Centro Universitário Augusto Motta (UNISUAM) é uma tradicional instituição de Ensino Superior fundada em 1969 e situada no Rio de Janeiro com sede no bairro de Bonsucesso. Além de sua sede a UNISUAM conta com mais três unidades - Campo Grande, Bangu e Jacarepaguá. Além de contar com 16 polos educacionais EaD, em 10 cidades diferentes, incluindo São Paulo. Possui cursos abrangentes nas áreas de exatas, saúde e humanas e mais de 26.000 alunos.
Foi enredo da Unidos do Jacarezinho em 2004 pelo Grupo B do Carnaval do Rio de Janeiro.

## História
Sua história tem início muito antes do ingresso na Educação Superior, na década de 1930, com a fundação do Colégio Luso Carioca pelo professor Augusto Medeiros da Motta. Inicialmente um curso preparatório para a Escola Naval, o colégio ampliou-se com a criação de outros níveis, como Primário, Técnico em Contabilidade e Admissão ao Propedêutico.
Após o falecimento do professor Augusto Medeiros da Motta, sua esposa, a professora Amarina Motta, e seus filhos, Augusta e Arapuan deram continuidade ao seu trabalho e fundaram, em 1968, a Escola Normal Luso Carioca. No ano seguinte, ampliaram a atuação para a Educação Superior, com a fundação da Sociedade Unificada de Ensino Superior Augusto Motta (SUAM), fundada oficialmente em 4 de dezembro de 1969, em Bonsucesso', daria origem à Faculdade de Ciências Contábeis e Administrativas. Ainda hoje, a família Motta se mantém na administração da Instituição, dando continuidade ao trabalho de enriquecimento da formação cultural da Zona da Leopoldina e ampliando essa ação para novas regiões da cidade.
Em 1970, a SUAM teve sua primeira faculdade autorizada a funcionar. Mais tarde, com a diversificação dos cursos oferecidos, a Instituição alcançou o estágio de Faculdades Integradas e, em 1997, conseguiu atingir as metas necessárias para tornar-se o primeiro Centro Universitário do Brasil.

## Faculdades
- Administração
- Arquitetura e Urbanismo
- Ciências Biológicas (bacharelado)
- Ciência da Computação
- Contabilidade
- Cosmetologia
- Direito
- Economia
- Educação Física - Bacharelado
- Educação Física - Licenciatura
- Enfermagem
- Engenharia de Alimentos
- Engenharia Civil
- Engenharia Mecânica
- Engenharia de Petróleo
- Engenharia de Produção
- Engenharia Elétrica
- Farmácia
- Fisioterapia
- Gastronomia
- Gestão Ambiental
- Gestão de Recursos Humanos
- História
- Informática
- Jornalismo
- Letras - Português e suas Literaturas
- Letras - Português e tradução do Inglês
- Licenciatura em Biologia
- Licenciatura em Educação Física
- Logística
- Marketing
- Nutrição
- Pedagogia
- Psicologia
- Publicidade & Propaganda
- Serviço Social
- Turismologia
- Medicina Veterinária[5][6]

## Infraestrutura
Principal instituição de ensino superior da região da Leopoldina, a UNISUAM oferece 250 salas de aula, modernos laboratórios e biblioteca com mais de 150.000 obras. O corpo docente é formado por professores especialistas, mestres e doutores, garantindo o reconhecimento de seus cursos pelo Ministério da Educação e Cultura (MEC). São oferecidos cursos de extensão, pós-graduação e mestrado.

## O projeto UNATI
Visando trazer atividades salutares para a população da terceira idade, a UNISUAM criou, em abril de 2009, a Universidade Aberta à Terceira Idade - UNATI.
O projeto visa desenvolver o potencial do idoso, bem como promover uma maior integração do mesmo com a sociedade. Sessões de fisioterapia, aulas de informática, concursos de dança, dinâmicas de grupo e cursos básicos de nutrição estão entre as atividades desenvolvidas.